# IC 4959
IC 4959 — галактика типу NF (в процесі підтвердження) у сузір'ї Телескоп.
Цей об'єкт міститься в оригінальній редакції індексного каталогу.